# اری بل
اری بل (به انگلیسی: Erie Belle) یک کشتی بود که طول آن ۱۲۲ فوت (۳۷ متر) بود. این کشتی در سال ۱۸۶۲ ساخته شد.